# Kubofuturismus

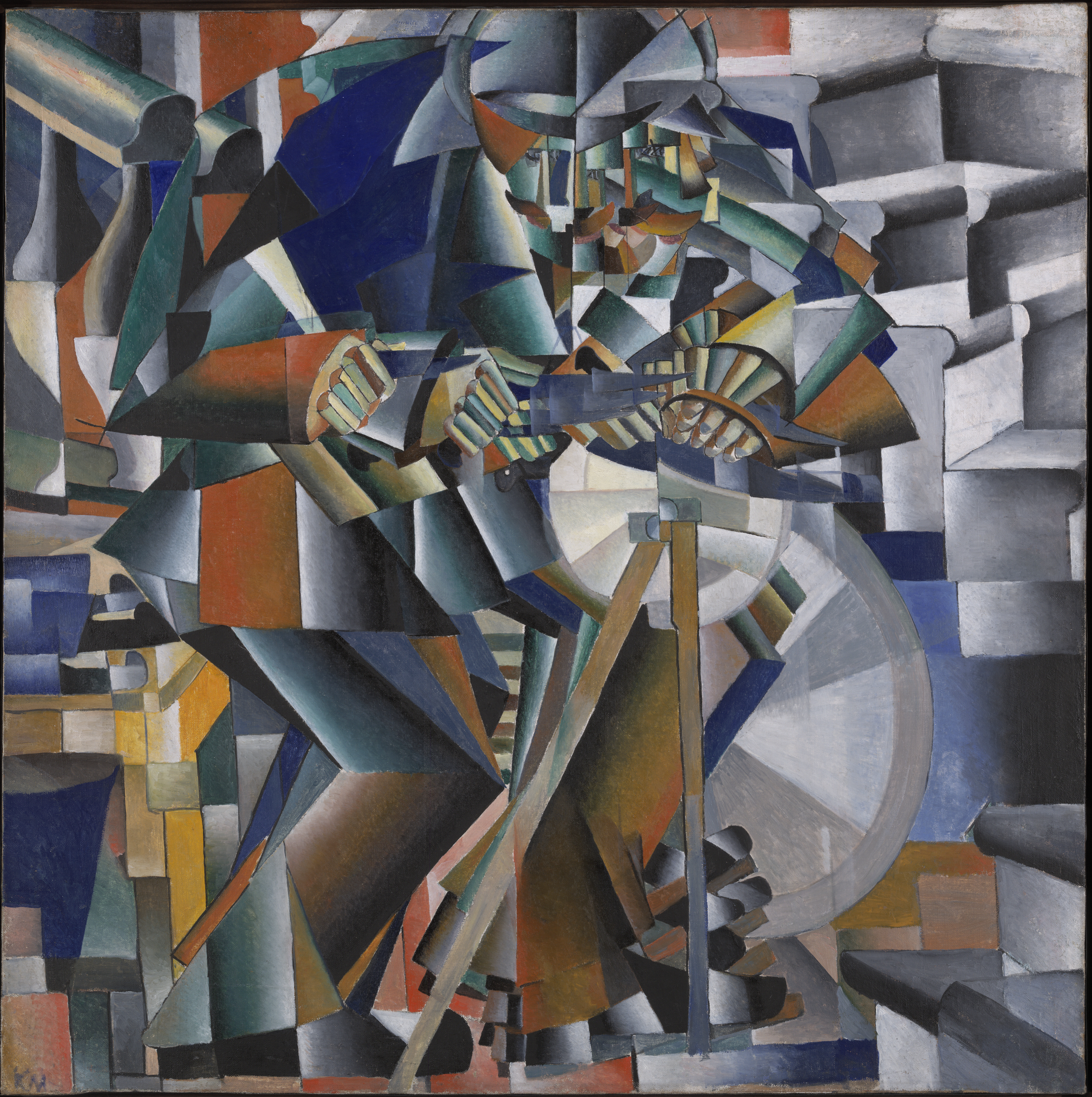
Brusič nožů, Kazimír Malevič, 1913

Kubofuturismus je umělecký směr, který spojuje futuristický dynamismus a kubistickou mnohopohledovost.
Název je odvozen z řeckého slova kubus, česky krychle, kostka. V literatuře mezi jeho projevy patří zachycení složité skutečnosti z mnoha úhlů pohledu; polytematičnost (uvolnění dějových souvislostí, spontánní proud představ), prolínání časových rovin; báseň je geometricky uspořádána, působí jako obraz (kaligramy) a zcela postrádá logiku. Důležitá je asociace – spojování slov vzdálených významů. Je to hlavní větev ruského futurismu, tvořící jádro ruské předrevoluční literární avantgardy.
Na rozdíl od tzv. egofuturismu, jenž byl pouze záležitostí krátkodobou a málo významnou, působí kubofuturismus velmi silně po celé druhé a třetí desetiletí 20. století (zhruba 1910–1930), přičemž zvláště po Říjnové revoluci doznává podstatných proměn.

## Představitelé
- Guillaume Apollinaire (1880–1918)
- Velemir Chlebnikov (1885–1922)
- Kazimir Malevič (1878–1935)
- Ljubov Popovová
- Naděžda Udalcovová
- Alexandra Exter
- Alexandr Archipenko
- Ardengo Soffici

## Ukázka
Bobéobi (Velemir Chlebnikov)
Bobéobi zněla ústa
Veeómi zněly oči
Pieéo zněly brvy
Lieeej zněl ovál líček
Gzi-gzi-gzeo řetěz zněl
Tak na plátnech jakýchsi Souvztažností
Vně rozměrů žila tvář.